# Valentina Martínez Ferro
María Valentina Martínez Ferro (Santiago de Compostel·la, 21 de juny de 1976) és una política espanyola del Partit Popular (PP), diputada a les x, xii i xiii legislatures del Congrés dels Diputats.

## Biografia
Va néixer el 21 de juny de 1976 a Santiago de Compostel·la (província de la Corunya). Llicenciada en Ciències Polítiques i de l'Administració, va obtenir un màster en estudis europeus per la Universitat Catòlica de Lovaina. Especialitzada en relacions internacionals, va formar part de la Secretaria de Relacions Internacionals del Partit Popular (PP) entre 2002 i 2012.
Va ser inclosa al número 28 de la llista del PP per a les eleccions al Congrés dels Diputats de 2011 per la circumscripció de Madrid. Martínez, que no va resultar electa, va ser nomenada el gener de 2012 directora de gabinet de Jorge Moragas, director de gabinet al seu torn del president del Govern, Mariano Rajoy. Va prendre possessió com a diputada a l'octubre de 2014 cobrint la baixa per renúncia d'Alberto Ruiz-Gallardón. Durant la x legislatura va exercir de portaveu adjunta en la Comissió de Cooperació Internacional per al Desenvolupament i com a vocal en la Comissió d'Afers exteriors i en la de Pressupostos.
Candidata al número 17 de la llista del PP de cara a les eleccions al Congrés de 2016 per Madrid, no va resultar electa. No obstant això, va prendre possessió com a diputada de la xii legislatura del Congrés per Madrid el 19 de juny de 2018, ocupant l'escó vacant per la renúncia de Mariano Rajoy.
Candidata a diputada al número 3 de la llista del PP per a la Corunya de cara a les eleccions generals de 2019, va resultar electa membre de la cambra baixa de nou. Al juliol de 2019 es va integrar com a vocal en les comissions d'Afers exteriors, Transició Ecològica, Cooperació Internacional per al Desenvolupament i en la Comissió Mixta Congrés-Senat per a la Unió Europea.